# ロバート・アブディー (第3代準男爵)
第3代準男爵サー・ロバート・アブディー（英語: Sir Robert Abdy, 3rd Baronet FSA、1688年4月8日 - 1748年8月27日）は、グレートブリテン王国の政治家。トーリー党に所属し、1727年から1748年まで庶民院議員を務めた。

## 生涯
第2代準男爵サー・ジョン・アブディーとジェーン（Jane、1666年3月26日洗礼 – 1721年、旧姓ニコラス（Nicholas）、ジョージ・ニコラスの娘）の息子として生まれ、1688年4月8日にコヴェント・ガーデンのセント・ポール教会で洗礼を受けた。1691年に父が死去すると、わずか3歳にして準男爵位を継承した。1705年8月4日、オックスフォード大学トリニティ・カレッジに入学した。
1727年イギリス総選挙でエセックス選挙区から出馬して庶民院議員に当選、以降1748年に死去するまで務めた。熱心なトーリー党員であり、1744年ジャコバイト蜂起の計画ではエセックスにおける蜂起の指導者を務める予定で、フランスの侵攻計画の軍事について詳しく知らされていた。またロンドン考古協会フェローだった。
1711年7月5日、ロンドンのセント・クリストファー・レ・ストックスでセオドシア・ブランストン（Theodosia Bramstone、1696年3月1日 – 1732年8月8日、ジョージ・ブランストンの娘）と結婚、2男2女をもうけた。
- ジョン（英語版）（1714年ごろ – 1759年4月1日） - 第4代準男爵、庶民院議員、生涯未婚[2]
- ロバート（1715年ごろ – 1735年） - 生涯未婚[2]
- セオドシア（1758年没） - 1752年、聖職者ストサード・アブディー（Stotherd Abdy）と結婚、子供なし[2]

1748年8月27日に死去、エセックスのステイプルフォード修道院に埋葬された。息子ジョンが準男爵位を継承した。